# Gull Bay (zatoka na południowy wschód od Liverpoolu)
Gull Bay – zatoka (ang. bay) w kanadyjskiej prowincji Nowa Szkocja, w hrabstwie Queens, na południowy wschód od miejscowości Liverpool; nazwa urzędowo zatwierdzona 31 grudnia 1931.